# Haliplus
Haliplus ist eine Gattung der Käfer aus der Familie der Wassertreter (Haliplidae). In Europa kommen 30 Arten vor, davon 18 in Mitteleuropa.

## Merkmale
Die Käfer sehen denen der Gattung Peltodytes sehr ähnlich. Ihr Körper ist elliptisch, kahnförmig und sie haben ein trapezförmiges, nach vorne verjüngtes Halsschild, das basal am breitesten ist. Kurze Basalstrichel können ausgebildet sein oder auch fehlen. Die Deckflügel sind eiförmig und tragen Punktstreifen, es fehlt ihnen jedoch der Suturalstreifen auf der hinteren Hälfte der Deckflügel, nahe der Flügeldeckennaht. Diese Naht ist hinten meistens zugespitzt. Die Männchen haben schwach erweiterte Tarsen an den Vorderbeinen.

## Vorkommen und Lebensweise
Die Tiere leben ähnlich wie die der Gattung Peltodytes an Wasserpflanzen in sauberen, stehenden oder langsam fließenden Gewässern.

## Arten (Europa)
- Haliplus confinis Stephens, 1828
- Haliplus obliquus (Fabricius, 1787)
- Haliplus varius Nicolai, 1822
- Haliplus apicalis Thomson, 1868
- Haliplus fluviatilis Aubé, 1836
- Haliplus fulvicollis Erichson, 1837
- Haliplus furcatus Seidlitz, 1887
- Haliplus heydeni Wehncke, 1875
- Haliplus immaculatus Gerhardt, 1877
- Haliplus interjectus Lindberg, 1937
- Haliplus lineolatus Mannerheim, 1844
- Tropfenförmiger Wassertreter (Haliplus ruficollis) (De Geer, 1774)
- Haliplus sibiricus Motschulsky, 1860
- Haliplus wehnckei Gerhardt, 1877
- Haliplus zacharenkoi Gramma & Prisny, 1973
- Haliplus andalusicus Wehncke, 1874
- Haliplus astrakhanus Vondel, 1991
- Haliplus dalmatinus Müller, 1900
- Haliplus flavicollis Sturm, 1834
- Haliplus fulvus (Fabricius, 1801)
- Haliplus gafnyi Vondel, 1991
- Haliplus guttatus Aubé, 1836
- Haliplus kulleri Vondel, 1988
- Haliplus laminatus (Schaller, 1783)
- Haliplus maculatus Motschulsky, 1860
- Haliplus mucronatus Stephens, 1828
- Haliplus rubidus Perris, 1857
- Haliplus variegatus Sturm, 1834
- Haliplus lineatocollis (Marsham, 1802)
- Haliplus ruficeps Chevrolat, 1861